# Ray Bird
Pour les articles homonymes, voir Bird.
Ray Bird est un coiffeur britannique.
Il intègre rapidement la mode punk dans ses créations. Dès 1977, il propose dans son salon des coupes type crête iroquoise. C'est à lui qu'il faut attribuer la mise en œuvre de coiffures qui intègrent des dessins, des sigles ou des mots, rasés dans les cheveux.